# Gongylidiellum arkhyz
Espèce
Gongylidiellum arkhyz est une espèce d'araignées aranéomorphes de la famille des Linyphiidae.

## Distribution
Cette espèce est endémique de Kabardino-Balkarie en Russie,. Elle se rencontre vers Nizhniy Arkhyz.

## Description
Le mâle holotype mesure 1,85 mm.

## Systématique et taxinomie
Cette espèce a été décrite par Tanasevitch en 2024.

## Étymologie
Son nom d'espèce lui a été donné en référence au lieu de sa découverte, Nizhniy Arkhyz.

## Publication originale
- Tanasevitch, 2024 : « A new species of the spider genus Gongylidiellum Simon, 1884 from the Caucasus (Aranei: Linyphiidae). » Arthropoda Selecta, vol. 33, no 1, p. 125-127.